# De Waterlandse Golfclub
De Waterlandse Golfclub is een vereniging die Golf Waterland haar thuisbasis noemt. De vereniging werd in 1990 opgericht.

## De baan
Golf Waterland is een van de drie 18 holes golfbanen die binnen de stadsgrenzen van Amsterdam liggen. De organisatie is in 2010 veranderd, de baan en de vereniging werden gesplitst. De 18 holesbaan werd geheel gerenoveerd, alle bunkers zijn uitgegraven en opnieuw gevuld. De baan heeft sinds 2013 de A-status. Er is ook een par 3-oefenbaan van 9 holes die de Hazenlus genoemd wordt.

## Pro's
De pro's op deze golfbaan worden door de golfschool verzorgd.